# Żabka (pochwa)

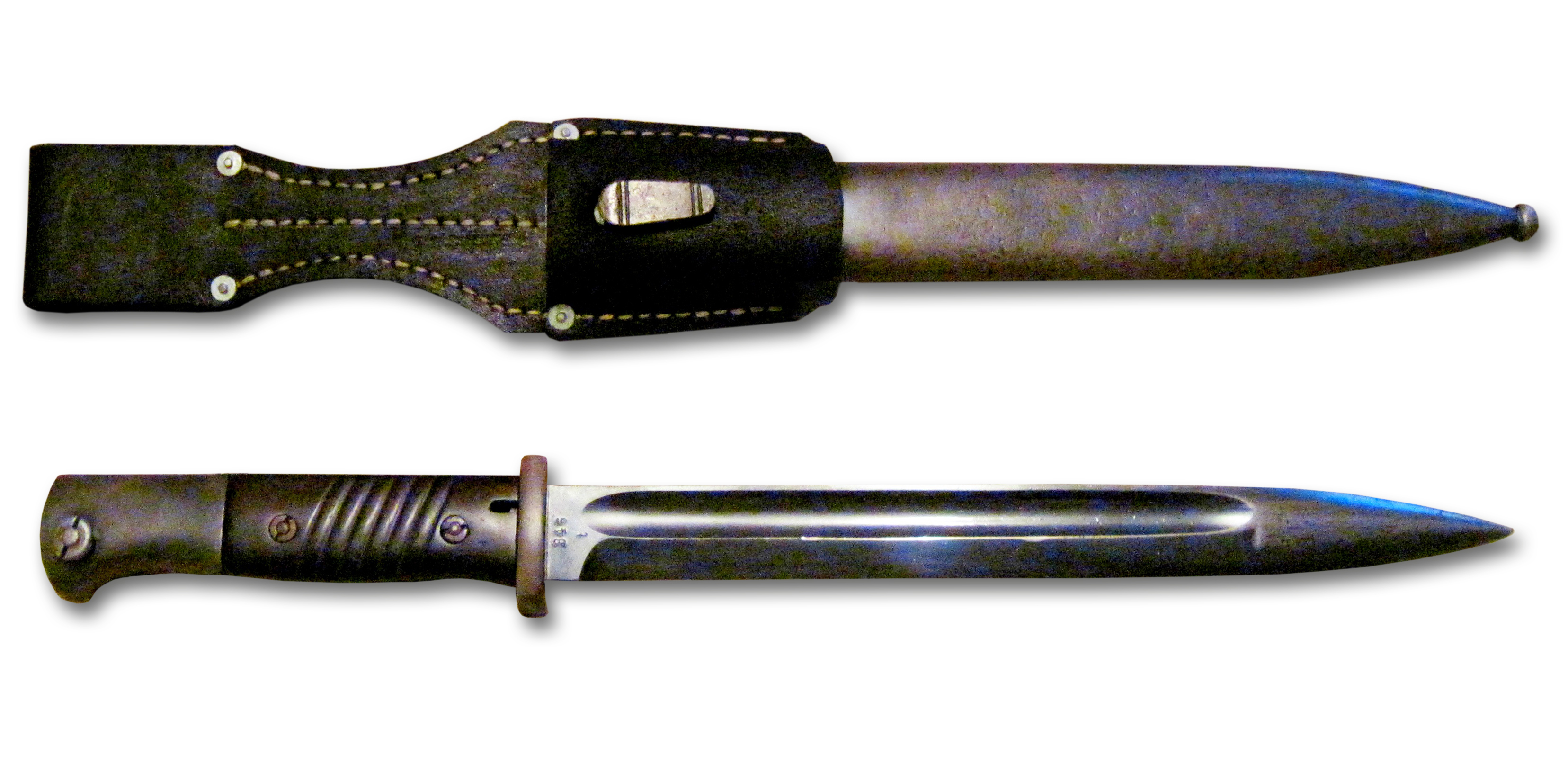
Żabka przyczepiona do pochwy bagnetu

Żabka – w odniesieniu do broni białej, w tym szabel i bagnetów, jest to rodzaj krótkiego olstra (lub paska), obejmującej górną część pochwy i służącej do noszenia broni przywieszonej na pasie głównym. 
Żabki produkowane były ze skóry lub z partu. W przypadku żabek skórzanych mogły być one wytwarzane ze skóry kolorowej lub barwionej, co zależało od rodzaju broni lub jednostki dla której były one produkowane. Nazwy producenta lub innego rodzaju oznakowania najczęściej umieszczane są na zewnętrznej powierzchni pętli do pasa. Niektóre żabki posiadały także pasek skóry, który przyszyty był do górnej krawędzi kieszonki, który po wprowadzeniu w otwór klamerki miał zabezpieczyć przed jej wysunięciem się z żabki. Dawniej dodatkowym elementem żabki bagnetu był trok do podtrzymywania pochwy, który był dodawany do nich sporadycznie – obecnie stosuje się go praktycznie przy każdej pochwie. Sprzączka troka wykonywana była najczęściej z mosiądzu, stali lub innego tworzywa.
W celu zwiększenia wytrzymałości żabek stosowano podwójne, lub nawet potrójne szycia. Dodatkowym wzmocnieniem mogły być nity (rymarskie; stalowe lub mosiężne).